# Groupe Michel Hommell
Pour les articles homonymes, voir Hommell.
 (février 2016).
Le Groupe Michel Hommell est un groupe de presse français. Il a été lancé en 1968 par Michel Hommell, ancien pilote automobile en Coupe R8 Gordini, créateur en 1988 du musée Manoir de l'automobile puis en 1992 de la société Hommell, constructeur automobile français, tous deux situés à Lohéac.

## Historique
La première publication du groupe fut le magazine Échappement paru en 1968 édité par la Société française d'édition et de presse (SFEP), principale filiale du groupe. Le siège du groupe se situe à Suresnes.
En 2020, le Groupe Michel Hommell édite une quinzaine de titres à travers des filiales présentes principalement dans les domaines de la presse automobile et de la presse de loisirs.
En septembre de la même année, les éditions Hommell ont été placées en liquidation judiciaire. La liquidation du groupe de presse Hommell intervient le 4 décembre 2020,.

## Titres édités

### Magazines Automobile
- AutoModélisme (édité par la SPAL)
- American Muscle Cars (édité par la SFEP)
- Berlinette (édité par la SFEP)
- Combi magazine (édité par la SFEP)
- Échappement (édité par la SFEP, repris en 2020 par les Éditions Larivière)
- Échappement Classic (édité par la SFEP, devenu un encart dans Echappement en février 2020)
- Gazoline (édité par HB Publications, repris en 2020 par les Éditions Larivière)
- Mille Milles (édité par la SFEP)
- Nitro (édité par la SFEP)
- Super VW Magazine (édité par la SFEP)
- Speedster (édité par la SFEP)
- 2 CV magazine (édité par la Société de presse automobile et de loisirs, SPAL)
- 4L Magazine (édité par la SFEP)

### Magazine Sports et Loisirs
- Parapente Mag (édité par la Société d'édition d'action et de loisirs, SEAL)

## Titres vendus ou arrêtés
- Auto Hebdo (édité par la SFEP, vendu à Didier Calmels en juin 2020)
- Télécâble Sat Hebdo (édité par la SETC, rachetée par le groupe Bauer en juillet 2019)
- Sophrologie Pratiques et Perspectives (édité par SOTECA, devenue société indépendante depuis mars 2019)
- 14-18 magazine (édité par SOTECA)
- Napoléon 1er - Revue du Souvenir napoléonien (édité par SOTECA)
- Napoléon III magazine (édité par SOTECA)
- Château de Versailles magazine (édité par SOTECA)
- Paris, de Lutèce à nos jours (édité par SOTECA)
- Storia Corsa (édité par SOTECA)
- Télé DVD 7 (titre arrêté)
- Télé TNT Programmes (titre arrêté)
- Popstars (titre vendu à M6)
- Alpinisme & Randonnée (acquis par Glénat en 2001, puis par les Éditions Nivéales en janvier 2006, arrêté en février 2006)
- Vélocity (1 seul numéro paru daté de mai-Juin-Juillet 2009)
- 4x4 magazine (édité par la SPAL, cédé aux Éditions Larivière en 2009)
- Foot n°1 (édité par SENO, titre arrêté)
- Rock mag (édité par SENO)
- R.A.P. R&B (édité par SENO, cédé à Yann Forgues)
- DVDmania (édité par SENO, cédé à Gérard Cohen)
- Shift'R (titre arrêté)
- Stoys" (titre arrêté début 2009)
- AutoEvolution (édité par la SFEP, lancé en juillet 2009, arrêté en septembre 2010)
- Auto Passion (édité par la SFEP, titre arrêté)
- Citro Passion (édité par la SFEP, titre arrêté)
- Fanauto (édité par la SFEP, titre arrêté)
- 1093 (édité par la SFEP, titre arrêté)
- Auto Collection (édité par la SPAL, titre arrêté)
- Super GTI mag (édité par la SEPL, titre arrêté)
- Antoine le Pilote (édité par la SEPFF)
- Tracteur Collection (édité par la SFEP)
- Tracteur Modélisme (édité par la SFEP)
- Tracteur Rétro (édité par la SFEP, cédé au groupe CIP)
- CamionRetro (édité par la SFEP)
- 39-45 (édité par SOTECA, titre arrêté)
- Dossier de la Seconde Guerre mondiale (édité par SOTECA, titre arrêté)
- Guerres d'Algérie et d'Indochine (édité par SOTECA, titre arrêté)
- Combats et Opérations (édité par SOTECA, titre arrêté)
- L'Histoire des Papes & des Saints (édité par SOTECA, titre arrêté)
- L'Histoire des Guerres de Religions (édité par SOTECA, titre arrêté)
- Foot 5 (édité par la SFEP, titre arrêté)
- Légion Étrangère (édité par SOTECA, titre arrêté)
- Papillote (cédé à Turbulences Presse)
- 98 magazine (édité par SENO, titre arrêté)
- Nouvelle Vie Magazine (édité par NVM)
- Top vélo (édité par la SIPE, titre revendu)
- Grand-Prix International (magazine de Formule 1, édition française)
- Spinner magazine (édité par SENO, titre arrêté)
- Drone MultiRotor (édité par SENO, titre arrêté)
- VTT mag (édité par la SIPE, cédé aux Editions Larivière)
- VW Tech (édité par la SFEP, titre arrêté)
- VW Power (édité par la SFEP, titre arrêté)